# Coupe de Gambie féminine de football
La coupe de Gambie féminine de football ou GFF Women's Cup est une compétition annuelle gambienne de football féminin à élimination directe organisée par la Fédération de Gambie de football.

## Histoire
La première coupe féminine de Gambie est organisée en 2005.

## Palmarès
| Saison    | Vainqueur          | Score              | Finaliste          |
| --------- | ------------------ | ------------------ | ------------------ |
| 2005      | Company Ten        | 5-1                | Red Scorpions      |
| 2015      | Red Scorpions      | 2-0                | Immigration FC     |
| 2016      | Interior FC        | 2-1                | Abuko United       |
| 2016-2017 | Interior FC        | 3-0                | Immigration FC     |
| 2017-2018 | Interior FC        | 0-0 (4-3 tab)      | Red Scorpions      |
| 2018-2019 | Red Scorpions      | 2-1                | Interior FC        |
| 2019-2023 | Pas d'informations | Pas d'informations | Pas d'informations |
| 2023-2024 | Red Scorpions      | 1-0                | Berewuleng FC      |
| 2024-2025 | Berewuleng FC      | 2-0                | Red Scorpions      |